# Liptaň
Liptaň (německy Liebenthal, od r. 1943 Großliebental) je obec ležící v okrese Bruntál, je vstupní bránou osoblažského výběžku. Je tvořena třemi sídly – Liptaň, Bučávka, Horní Povelice a její území má rozlohu 2 024 ha. Má odlišný charakter podhorské obce s nadmořskou výškou od 300 do 500 m, kterou má Strážný vrch, na jehož severovýchodním svahu je lyžařský vlek v délce 250 m. Žije zde 459 obyvatel, v sezóně se tento počet značně zvyšuje, neboť je zde 75 rekreačních objektů, sloužících k individuální rekreaci.

## Poloha
Obec Liptaň sousedí na severozápadě s Jindřichovem, na severu s Vysokou, na severovýchodě s Dívčím Hradem, na jihovýchodě se Slezskými Rudolticemi a na jihozápadě s Třemešnou. Od okresního města Bruntál je vzdálena 28 km a od krajského města Ostrava 65,5 km.
Geomorfologicky patří Liptaň k provincii Česká vysočina, subprovincii Krkonošsko-jesenické (Sudetské), oblasti Jesenické (Východosudetské) (geomorfologický celek Zlatohorská vrchovina, podcelek Jindřichovská pahorkatina). Nejvyššími body jsou Kobyla (574 m n. m.) na hranici s Třemešnou a Stráž (494 m n. m.) na hranici s Vysokou a dále Strážný vrch (487 m n. m.) nad západním koncem vsi.
Území Liptaně patří do povodí Odry, resp. řeky Osoblahy. Obcí protéká několik pravobřežních, přibližně východně směřujících přítoků Osoblahy. Liptaňský potok se Liptaně dotýká jen na východním konci vsi, kde přijímá drobný bezejmenný přítok zvaný „Pastviny“ protékající středem vsi. O něco jižněji Bučávkou a Horními Povelicemi teče Povelický potok. Severozápadním cípem katastru protéká potok Mušlov.
Území obce pokrývá z 64 % zemědělská půda (44,5 % orná půda, 17,5 % louky a pastviny), z 29 % les a z 7 % zastavěné a ostatní (např. průmyslové) plochy.

## Části obce
- Liptaň (k. ú. Liptaň)
- Bučávka (k. ú. Bučávka)
- Horní Povelice (k. ú. Horní Povelice)

## Název
Původní jméno vesnice, zaznamenané ve 13. století, bylo (německé) Lewental, v jehož první části bylo staré lew - "pahorek, kopec", ve druhé tal - "údolí". Jméno tedy znamenalo "údolí pod kopcem". Do češtiny bylo hláskově upraveno už ve 13. století jako Luptín, z 15. století je doloženo české Liptava, koncem 19. století Liptál, roku 1924 byl ustanoven tvar Liptaň. Význam první části německého jména se stal brzo nesrozumitelný a jméno se změnilo na Liebental - "Milé údolí", poprvé doloženo roku 1300. Vedle něj se vyvinula i podoba Löwental - "Lví údolí".

### Názvy existujících a zaniklých částí
- Liptaň (1869 Liebentál, 1912 Liptál, nesprávně "Liptáň"), německy do 1943 Liebenthal (též Mährisch Liebenthal,[6] od 30. 12. 1943 Großliebental), polsky Liptań; původně Löwenthal, latinsky Leovallium.
  - Nový Mlýn, německy Neumühle.
  - Muschelmühle.
- Bučávka (1869 Busovec, 1880-1890 Bušovec), německy Butschafka (dříve Bischofke), polsky Buczawka (Buszowiec).
- Horní Povelice (1869 Horní Pavlovice), německy Oberpaulowitz, Ober Paulowitz (1890 Ober-Paulowitz), polsky Powelice Górne, Powielice Górne.
  - Nové Povelice, německy Neu-Paulowitz, polsky Powielice Nowe, Powelice Nowe.

## Historie
První zmínka o Liptani je z roku 1256, kdy ji její zakladatel rytíř Helembert de Turri postoupil olomouckému biskupu. Olomoucká kapitula prodala roku 1262 Liptaň osoblažskému rychtáři. Dále byla Liptaň biskupským lénem, ale v 16. stol. drželi ji biskupové s panstvím osoblažským přímo. Biskup Vilém Prusinovský z Víckova stanovil roku 1570 Liptani roboty a biskup Stanislav II. Pavlovský pustil roku 1581 Liptaňským roboty pod plat. Roku 1480 se v obci připomíná dědičně fojtství. Roku 1882 vyhořela horní a v letech 1846 a 1847 dolní část vsi.
V roce 1938 došlo ve vsi k události, která je zapsána v historii obce jako Liptaňská tragédie. Dne 22. září 1938, ještě před Mnichovskou dohodou, napadli zradikalizovaní němečtí obyvatelé vesnice četnickou stanici v domě č. 261 a po odzbrojení všech 6 českých členů Stráže obrany státu zavraždili.
Roku 1834 měla Liptaň 240 domů a 1883 obyvatel, roku 1930 262 domů a 1125 obyvatel. Poutní farní kostel byl vystavěn v letech 1867-70.

## Vývoj počtu obyvatel
Počet obyvatel celé obce Liptaň podle sčítání nebo jiných úředních záznamů:
| Rok            | 1869 | 1880 | 1890 | 1900 | 1910 | 1921 | 1930 | 1950 | 1961 | 1970 | 1980 | 1991 | 2001 |
| -------------- | ---- | ---- | ---- | ---- | ---- | ---- | ---- | ---- | ---- | ---- | ---- | ---- | ---- |
| Počet obyvatel | 2611 | 2737 | 2447 | 2391 | 2101 | 1898 | 1781 | 915  | 869  | 687  | 564  | 477  | 445  |

1. ↑  z toho: 8 Čechoslováků, 1745 Němců; 1767 řím. kat., 12 evang., 2 bez vyzn.
2. ↑  z toho: 410 Čechů, Moravanů a Slezanů, 23 Slováků; 159 řím. kat., 1 čsl. hus., 2 evang., 10 pravosl., 208 bez vyzn.

V celé obci Liptaň je evidováno 277 adres, vesměs čísla popisná (trvalé objekty). Při sčítání lidu roku 2001 zde bylo napočteno 246 domů, z toho 128 trvale obydlených.
Počet obyvatel samotné Liptaně podle sčítání nebo jiných úředních záznamů:
| Rok            | 1834 | 1869 | 1880 | 1890 | 1900 | 1910 | 1921 | 1930 | 1950 | 1961 | 1970 | 1980 | 1991 | 2001 |
| -------------- | ---- | ---- | ---- | ---- | ---- | ---- | ---- | ---- | ---- | ---- | ---- | ---- | ---- | ---- |
| Počet obyvatel | 1883 | 1709 | 1879 | 1609 | 1576 | 1376 | 1225 | 1125 | 568  | 591  | 511  | 436  | 373  | 373  |

1. ↑  z toho: 8 Čechoslováků, 1092 Němců; 1115 řím. kat., 8 evang., 2 bez vyzn.

V samotné Liptani je evidováno 185 adres. Při sčítání lidu roku 2001 zde bylo napočteno 159 domů, z toho 99 trvale obydlených.

## Pamětihodnosti
- Kostel Nanebevzetí P. Marie je kulturní památka ČR.[11]
- Kaple Panny Marie Pomocné, okolo které se nachází Křížová cesta
- Venkovská usedlost čp. 140
- četnická stanice čp. 261
- Úzkorozchodná železniční trať Třemešná ve Slezsku - Osoblaha
- Přírodní památka Liptaňský bludný balvan

## Galerie

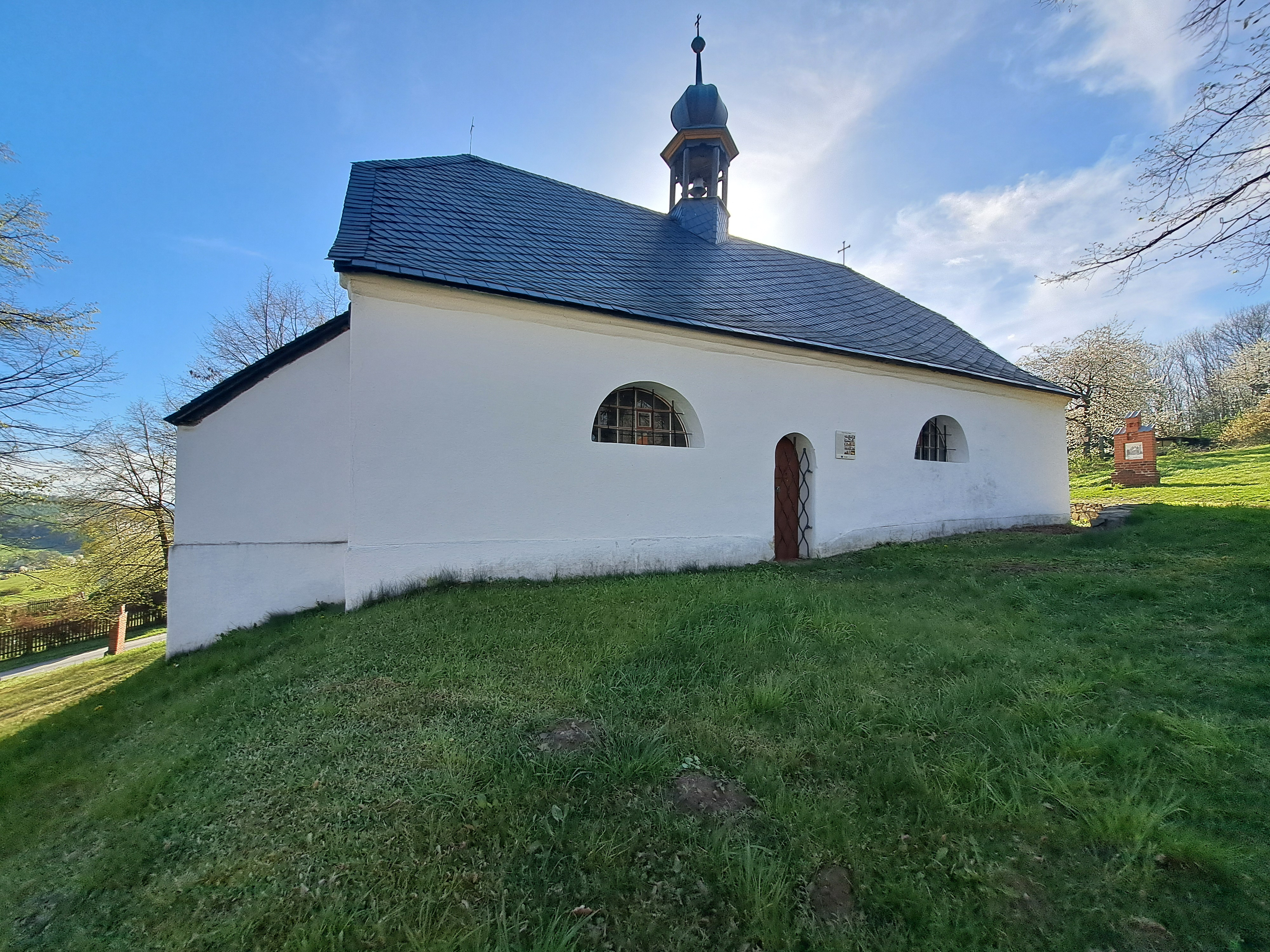
kaple Panny Marie Pomocné
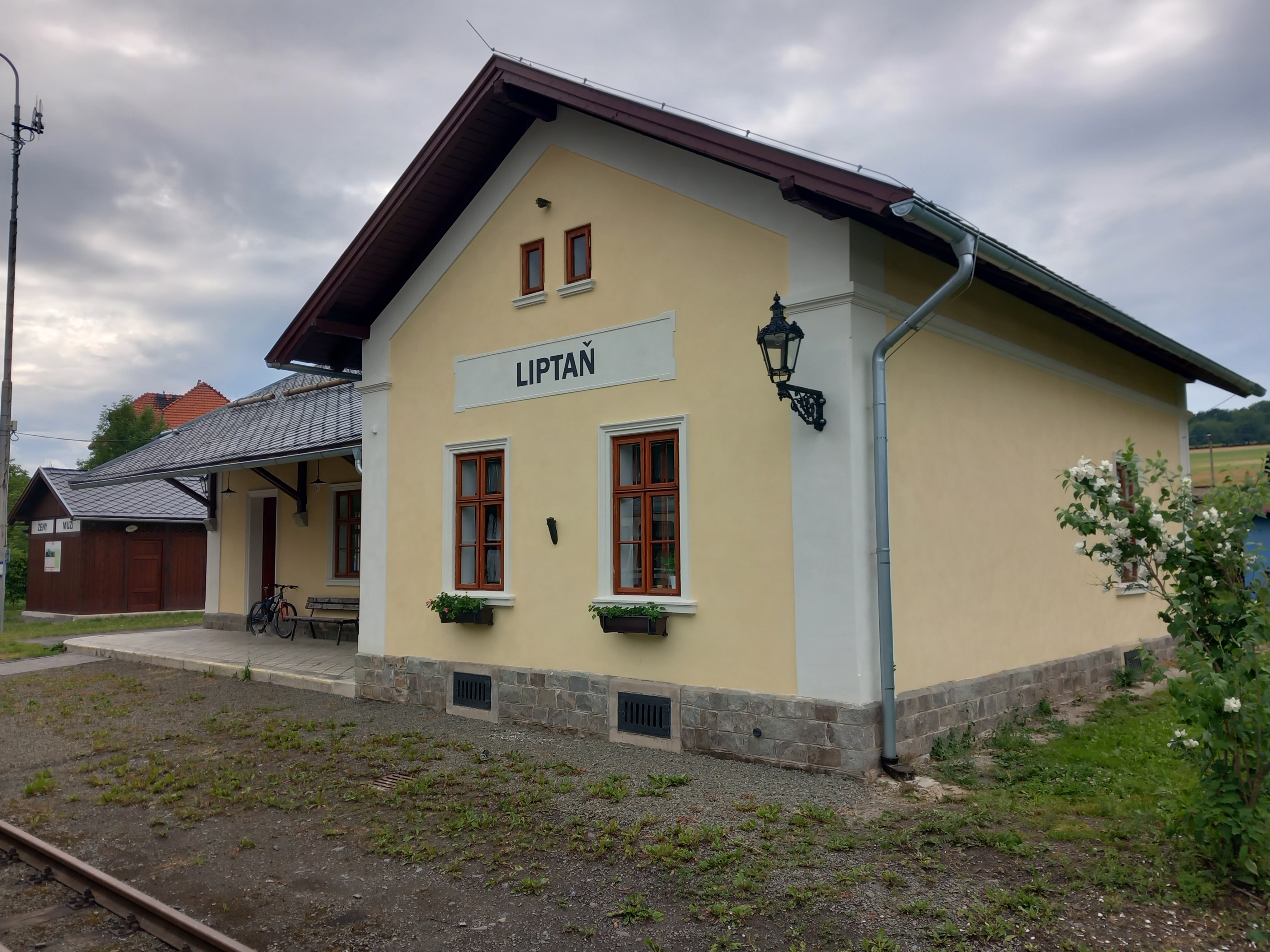
Nádraží Liptaň na trati do Osoblahy
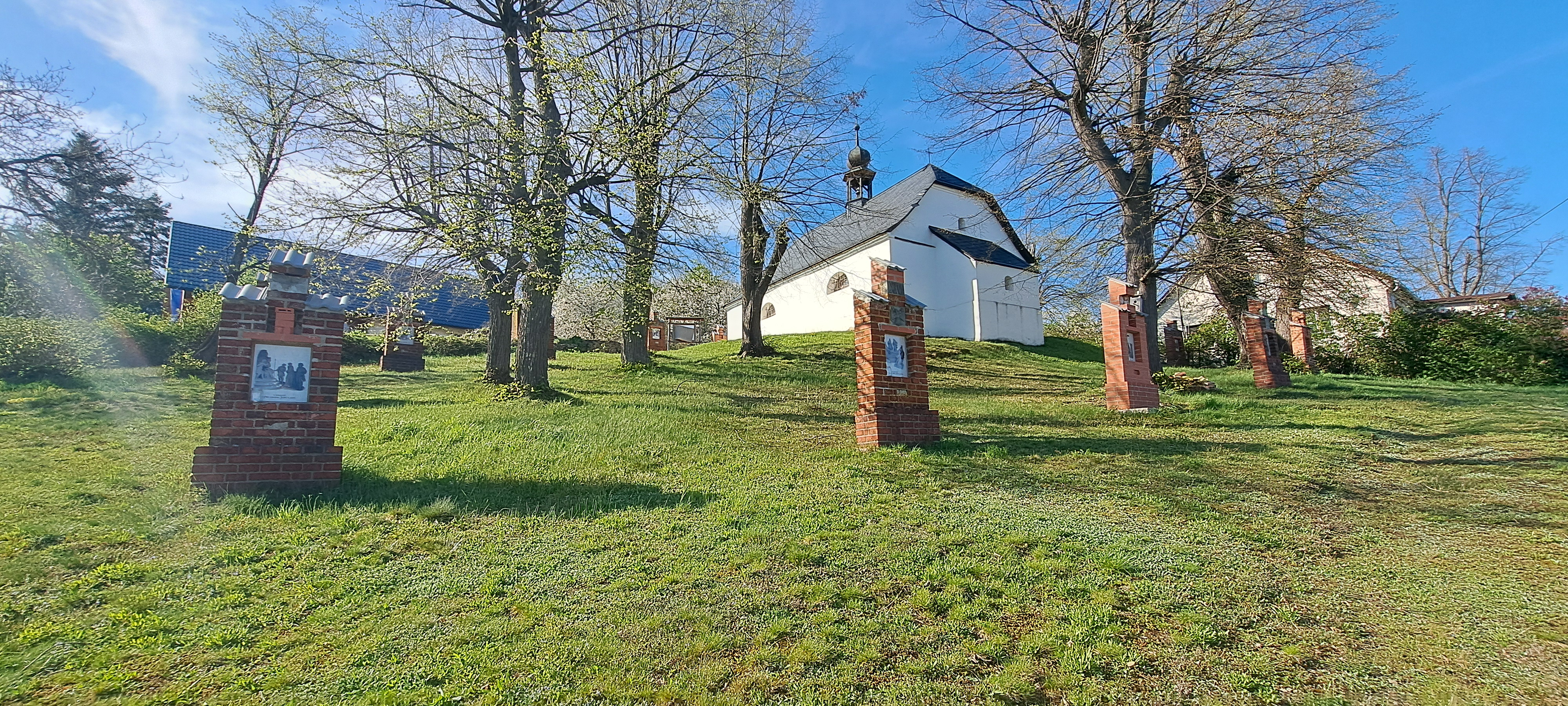
křížová cesta
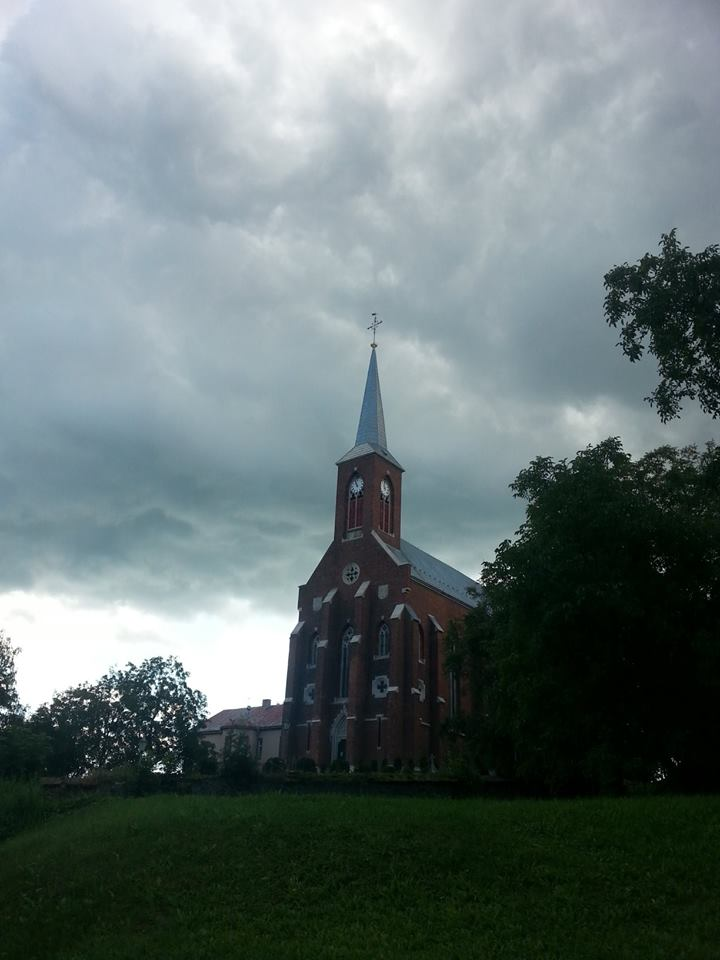
Kostel Nanebevzetí Panny Marie
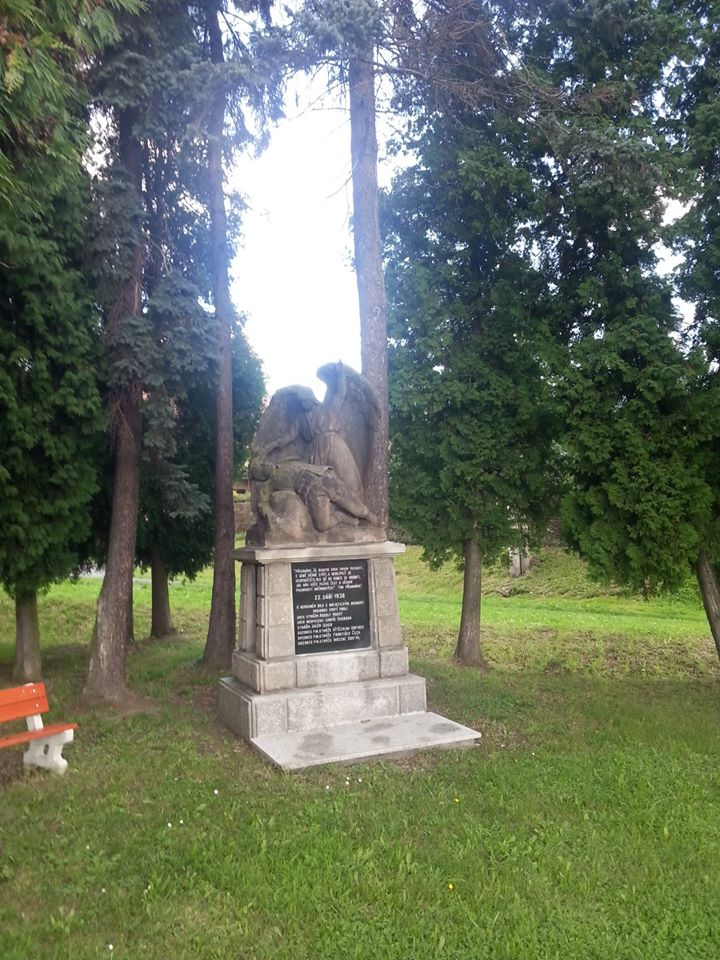
Válečný pomník
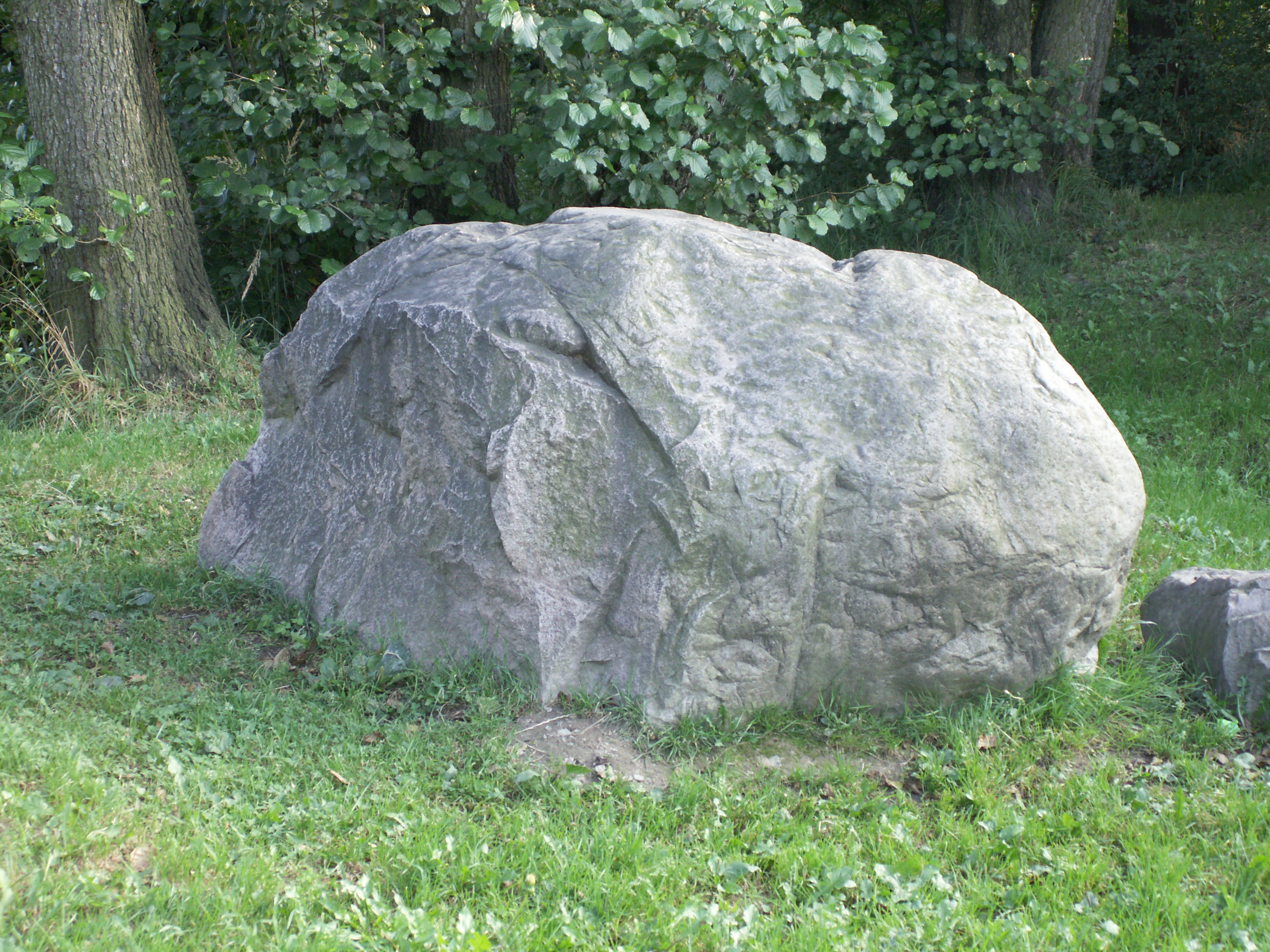
Liptaňský bludný balvan
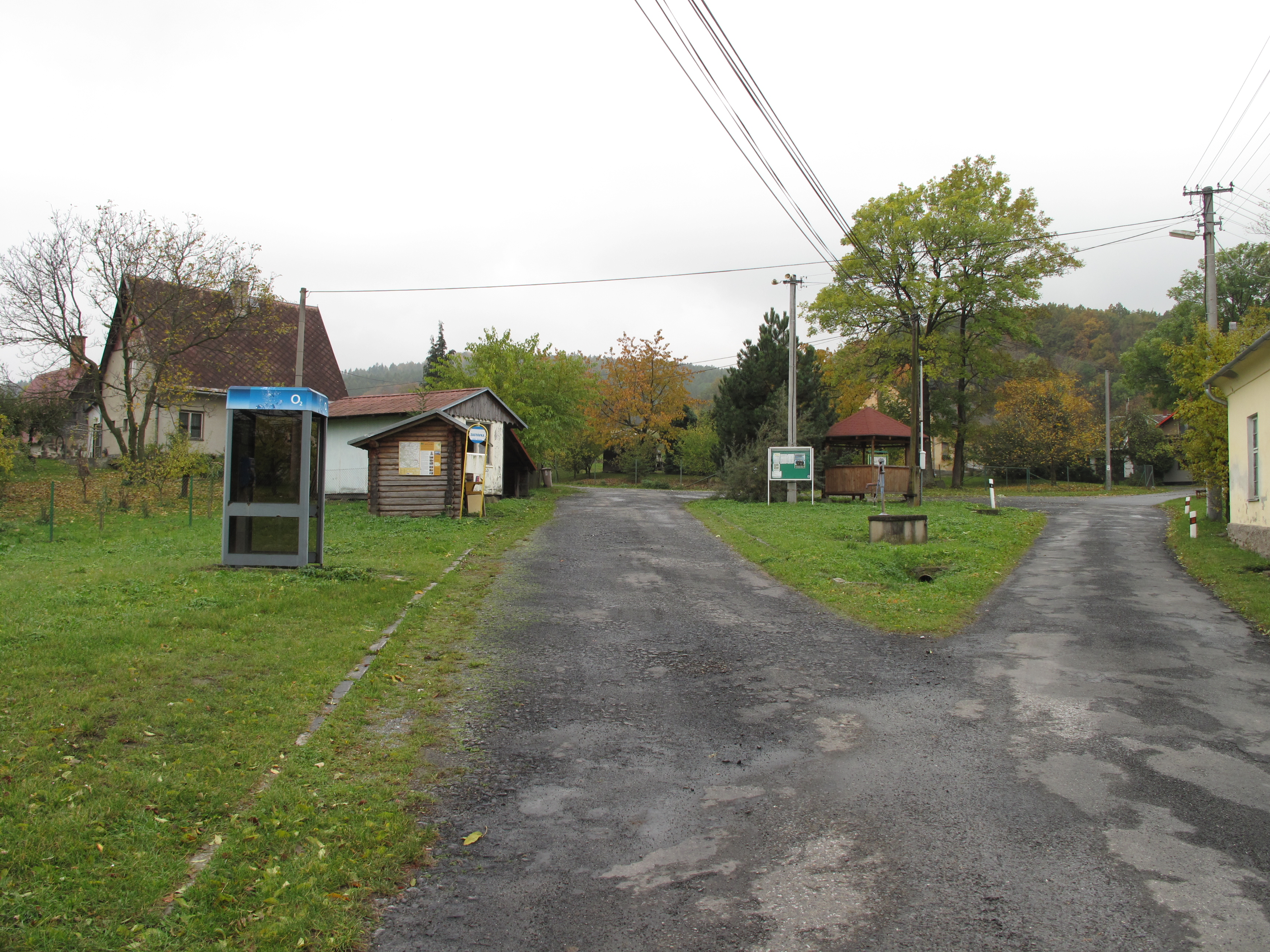
Náves v Bučávce